# Ягодный (Здвинский район)
Ягодный — упразднённый посёлок в Здвинском районе Новосибирской области. На момент упразднения входил в состав Нижнечулымского сельсовета. Исключен из учётных данных в 1953 году.

## География
Посёлок располагался на левом берегу реки Чулым, в 6 км (по прямой) к северо-востоку от села Нижний Чулым.

## История
В 1928 году состоял из 29 хозяйств. В административном отношении входил в состав Нижне-Чулымского сельсовета Нижне-Каргатского района Барабинского округа Сибирского края.
Решением Новосибирского облисполкома от 19.03.1953 г. № 246 посёлок исключен из учётных данных как фактически не существующий.

## Население
По переписи 1926 г. в поселке проживало 207 человек (98 мужчин и 109 женщин), основное население — русские